# سونگ هون
سونگ هون (به کره‌ای: 방인규) (متولد ۱۴ فوریه ۱۹۸۳) بازیگر و صداپیشه کره جنوبی است.

## اوایل زندگی
سونگ هون قهرمان شنا در دانشگاه خود و متخصص در سکتهٔ مغزی بود. او ۱۴ سال شنا کار کرد اما به دلیل آسیب نخاعی مجبور به ترک کار شد. وی سپس به خدمت سربازی رفت اما همان آسیب دیدگی او را دوباره به خانه فرستاد. سونگ سپس ادامه داد و یک مربی شنا شد. او در سال ۲۰۰۹ بازیگری را آغاز کرد.

## فیلم‌شناسی

### سریال‌های تلویزیونی
| سال  | عنوان                                | نقش           | شبکه                    | یادداشت |
| ---- | ------------------------------------ | ------------- | ----------------------- | ------- |
| ۲۰۱۱ | داستانهای جدید                       | آه دا-مو      | SBS                     |         |
| ۲۰۱۲ | محافظ شخصی                           | گوا خو        | دوربین مدار بسته        |         |
| ۲۰۱۲ | ایمان                                | چون یوم جا    | SBS                     |         |
| ۲۰۱۲ | تولد یک خانواده                      | هان جی هون    | SBS                     |         |
| ۲۰۱۳ | عشق پرشور                            | کانگ مو یول   | SBS                     |         |
| ۲۰۱۴ | اتاق ۶ نفر                           | مین سو        | کوشا                    |         |
| ۲۰۱۵ | نجیب، عشق من                         | لی کانگ هون   | بازیگران تلویزیون Naver |         |
| ۲۰۱۵ | اوه ونوس من                          | جانگ جون سونگ | KBS2                    |         |
| ۲۰۱۶ | پنج کافی است                         | کیم سنگ مین   | KBS2                    |         |
| ۲۰۱۷ | عاشقانه مخفی من                      | چا جین ووک    | OCN                     |         |
| ۲۰۱۷ | Idolmaster KR                        | کانگ شین هیوک | SBS سرگرم‌کننده          |         |
| ۲۰۱۷ | حقه بازی‌ها                           | لی کیونگ جون  | KBS2                    | کامئو   |
| ۲۰۱۸ | صدای قلب - راه اندازی مجدد           | جو سوک        | نت فلیکس                |         |
| ۲۰۱۸ | من یک مشهور را در خیابان انتخاب کردم | کانگ جون هیوک | اوکسوسو                 |         |
| ۲۰۱۹ | بالا رفتن                            | اه دانته      | MBN، دراماکس            |         |
| ۲۰۲۰ | ستاره مخفی من                        | جین           | تلویزیون آریرانگ        |         |
| ۲۰۲۱ | عشق (فوت ازدواج و طلاق)              | پان سا هیون   | تلویزیون چوسون          | [ ۴ ]   |

### فیلم
| سال  | عنوان           | نقش     |
| ---- | --------------- | ------- |
| ۲۰۱۸ | برادران در بهشت | ته سونگ |
| ۲۰۲۰ | عاشق شدی؟       | سونگ جه |

### موزیک ویدیو
| سال  | عنوان                               | هنرمند                               | آلبوم           | مرجع. |
| ---- | ----------------------------------- | ------------------------------------ | --------------- | ----- |
| ۲۰۰۹ | چون دوستت دارم (사랑 때문에)        | قهوه ای سفید                         | تنها            | ویدئو |
| ۲۰۱۰ | به من قول بده (약속 해 줄래)        | اوه یون هی (ft) فوت Red Roc (레드락) | به من قول بدهید | ویدئو |
| ۲۰۱۳ | Just the Two of Us (둘이서 한잔 해) | داویچی                               | تصنیف عرفانی    | ویدئو |
| ۲۰۱۵ | نور خورشید                          | Crayon Pop 's Geummi ft. سونگ هون    | اتاق ۶ نفر      | ویدئو |
| ۲۰۱۶ | CLIMAX (클라이 막스)                | نه K (برجسته هون ج)                  | به اوج رسیدن    | ویدئو |
| ۲۰۱۶ | رؤیا                                | پروژه دختران واقعی                   |                 | ویدئو |